# Арсенал флоту Хіро
Арсенал флоту Хіро (яп. 広海軍工廠, Хіро Кайґун Кошо) — виробничий арсенал Імперського флоту Японії розташований в Куре (Префектура Хіросіма) створений 1 серпня 1920 року для дослідження і виготовлення авіації для потреб флоту. Займався виготовленням гідропланів, летючих човнів і авіаційних двигунів до і під час Другої світової війни.

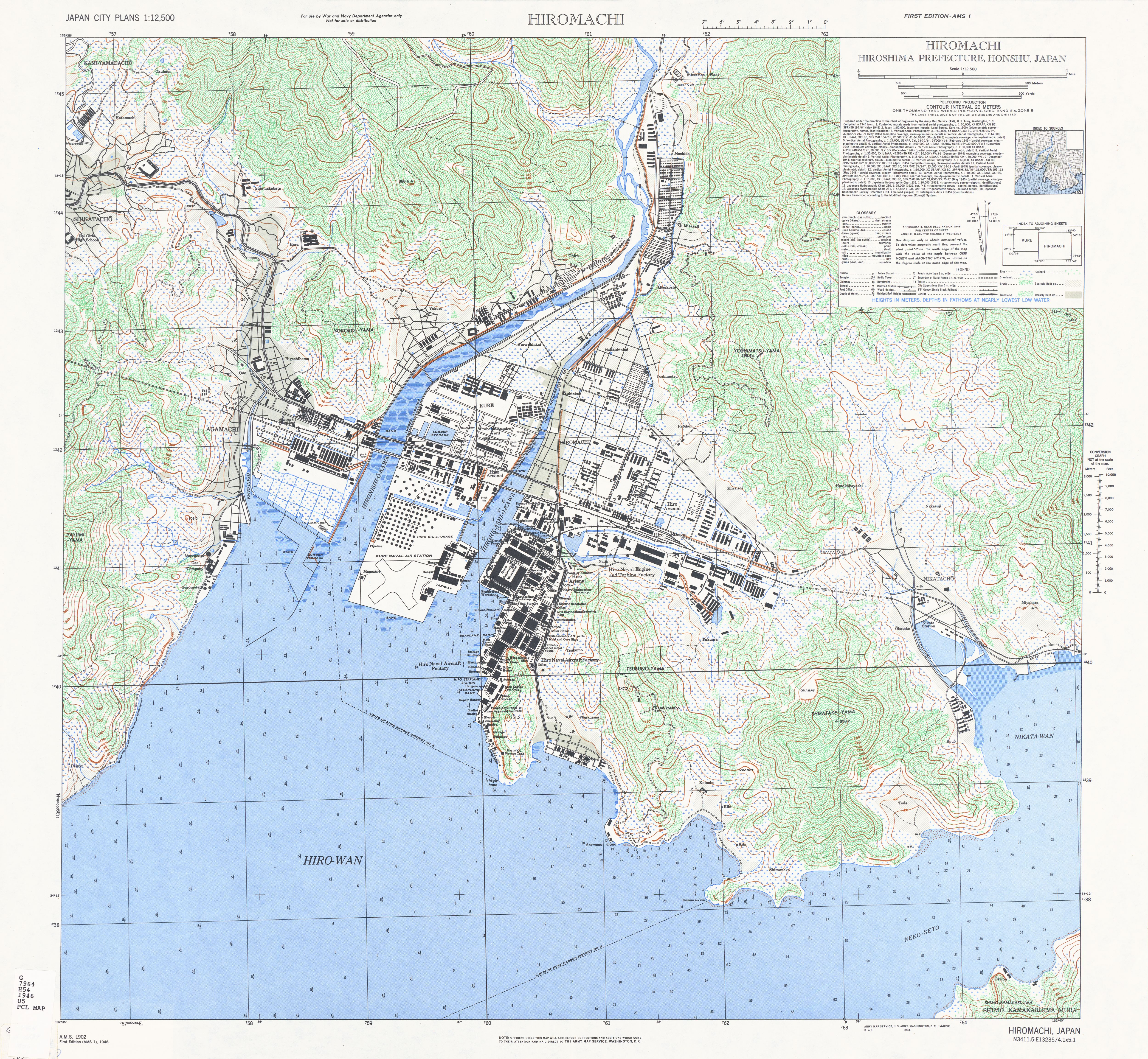
11-ий авіатехнічний арсенал на американській карті.

Після реорганізації структури флотських арсеналів 1 жовтня 1941 року був перейменований на 11-ий авіаційний арсенал флоту (яп. 第11海軍航空廠, Дай Джюічі Кайґун Кокушо).

## Історія
Арсенал Хіро був створений 1 серпня 1920 року, як авіаційна гілка арсеналу флоту Куро. В цей час флот вже почав розробляти і виготовляти літаки на двох підприємствах в Йокосуці (Авіатехнічний арсенал флоту Йокосука) і Сасебо, але Куро мав більше можливостей для розширення. Основні виробничі потужності розташувались за три милі на південному сході між двома ріками — Хіро Окава на заході і Місакаіджі на сході. Будівництво нової фабрики, яку часто скорочено називали Хірошо, завершилось в жовтні 1921 року, тоді ж почалось ліцензійне виробництво британського летючого човна Felixstowe F.5. 1 квітня 1923 року підрозділ винесли в окремий арсенал Хіро, якому передали всі авіаційні підрозділи з Куро.
З 1935 року Японія почала готуватись до великої війни з Китаєм, і зі зростанням впливу флоту Арсенал Хіро почав розростатися за межі двох рік. З 1 жовтня 1941 року через реорганізацію авіаційних підрозділів флоту був перейменований на 11-ий авіаційний арсенал флоту. В кінці 30-их років усі дизайнерські функції флоту було передано арсеналу Йокосука, а Хіро займався тільки виготовленням двигунів і літаків дизайнів інших компаній, останнім дизайном розробленим в Хіро став G2H.
Арсенал зазнав сильних руйнувань під час нальоту американських бомбардувальників B-29 5 травня 1945 року.

## Виробництво

### Літаки

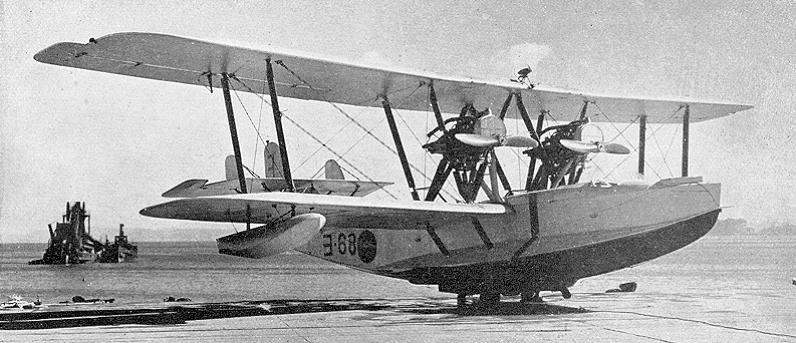
Летючий човен Hiro H1H

Дизайн і виробництво:
- Hiro G2H — дальній бомбардувальник
- Hiro H1H — летючий човен-біплан на базі Felixstowe F.5
- Hiro H2H — летючий човен-біплан на базі Supermarine Southampton II
- Hiro H4H — летючий човен

Прототипи і експериментальні літаки:
- Hiro R-3
- Hiro H3H
- Hiro H10H

Виробництво літаків за ліцензією:
- Felixstowe F.5
- Yokosuka B3Y
- Nakajima B5N
- Aichi E13A
- Yokosuka D4Y

### Авіаційні двигуни
- Hiro Type 14
- Hiro Type 61
- Hiro Type 91
- Hiro Type 94